# João Vladislau da Bulgária
João Vladislau (em búlgaro: Иван Владислав; romaniz.: Ivan Vladislav), também Ivã Vladislau, foi o imperador da Bulgária (czar) entre agosto ou setembro de 1015 até fevereiro de 1018. Não se sabe quando ele nasceu, mas foi pelo menos uma década antes de 987, mas não muito antes disso. Salvo da morte por seu primo Gabriel Radomir, João assassinou-o em outubro de 1015 para tomar-lhe o trono. Por conta da situação desesperada em que se encontrava a Bulgária depois de décadas de guerras contra o Império Bizantino e numa tentativa de consolidar sua posição, João tentou negociar uma trégua com o imperador bizantino Basílio II Bulgaróctono (r. 976–1025).
Depois do fracasso das negociações, ele continuou a resistência ao tentar expulsar, sem sucesso, os bizantinos. João tentou também reforçar o exército búlgaro, reconstruindo muitas fortalezas e chegando até mesmo a realizar uma contra-ofensiva, mas acabou morrendo na Batalha de Dirráquio em 1018. Depois da morte de sua viúva, Maria, o patriarca e a nobreza finalmente se renderam a Basílio II, que rapidamente suprimiu o que restava da resistência búlgara, encerrando assim o Primeiro Império Búlgaro.
João Vladislau deixou um legado inconclusivo e sua reputação varia de um assassino implacável até um herói em defendendo seu país como podia. Seus descendentes entraram para nobreza bizantina e chegaram aos postos mais altos. Duas mulheres de sua família se tornaram imperatrizes e os homens se tornaram comandantes militares ou oficiais de alto escalão. João era um dos ascendentes diretos do imperador João II Comneno.

## Antes de ascender ao trono

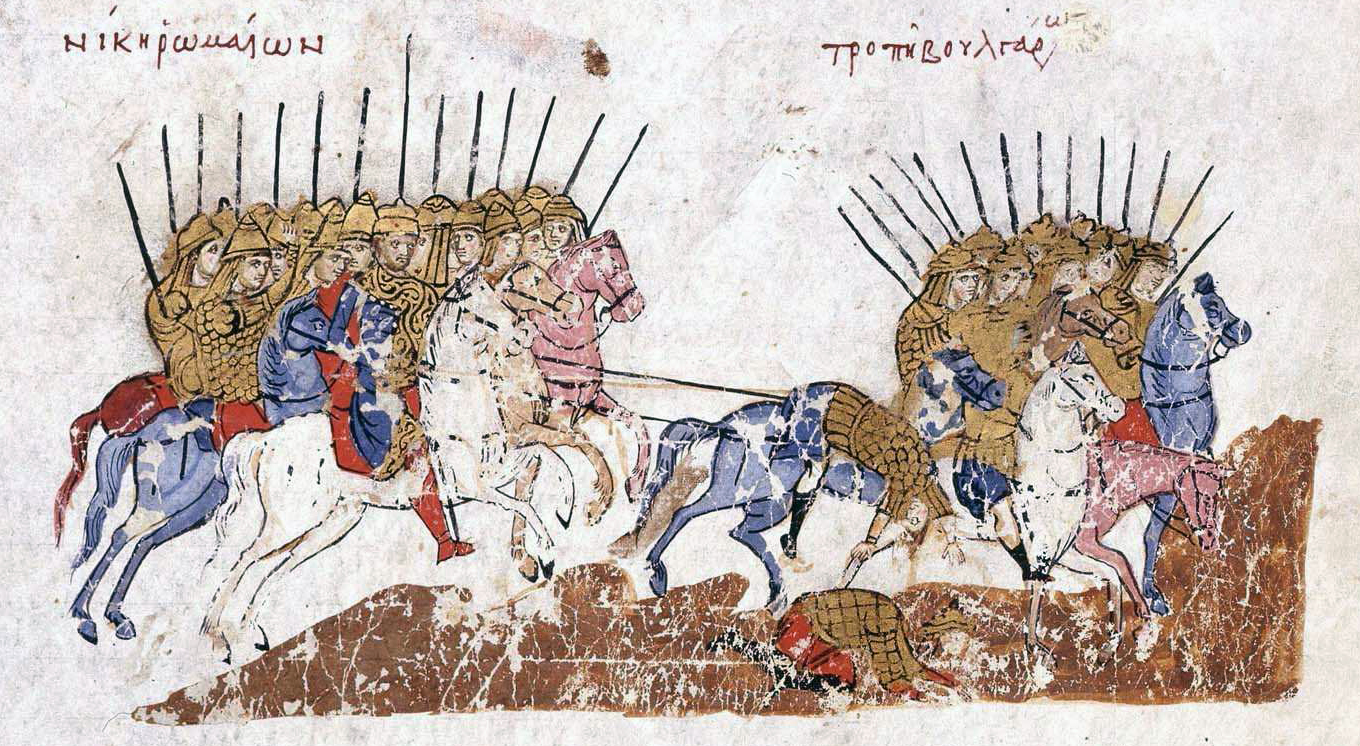
Uma vitória bizantina sobre os búlgaros. Depois de 1001, lançou campanhas anualmente em território búlgaro e conseguiu reverter a situação na guerra. Quando João Vladislau ascendeu ao trono, muitas fortalezas búlgaras já haviam sido conquistadas pela força ou entregues por nobres traidores aos bizantinos.
Iluminura do Escilitzes de Madrid.

João Vladislau era filho de Aarão, um dos irmãos do imperador Samuel (r. 997–1014) da dinastia dos cometópulos. Em 976 ou 987, Samuel ordenou a execução de Aarão por traição juntamente com toda sua família em Razmetanitsa. João foi o único sobrevivente, poupado pela intercessão de seu primo Gabriel Radomir, filho de Samuel. Nada se sabe sobre sua vida nas décadas seguintes até sua ascensão ao trono em 1015.

### Ascensão ao poder
Em 1015, a Bulgária estava em guerra contra os bizantinos já havia mais de 30 anos e Gabriel Radomir estava no trono, tendo sucedido ao pai em 6 de outubro de 1014 depois da desastrosa Batalha de Clídio. Porém, a posição de Gabriel era insegura de partida: João Vladislau poderia reivindicar o trono alegando senioridade, uma vez que ele era o filho mais velho de um irmão mais velho de Samuel. Na época, Basílio estava em campanha no interior do território búlgaro. Ele retomou a cidade de Edessa (Voden) e cercou a poderosa fortaleza de Moglena, situada a noroeste. Gabriel Radomir não tinha forças suficientes e não pôde interferir, assistindo de longe os eventos se desenrolarem a partir de sua base no lago Ostrovo. Sua inabilidade de lidar com a ameaça bizantina provocou descontentamento entre os nobres e João Vladislau era uma escolha óbvia. A queda de Moglena selou o destino de Gabriel Radomir - no final do verão de 1015, enquanto caçava perto de Ostrovo (Arnissa), ele foi assassinado por seu primo, sendo possível também o envolvimento de agentes bizantinos. João Vladislau imediatamente tomou o trono e começou a consolidar sua posição contra possíveis rivais.

## Imperador

### Primeiros meses
Depois de assumir o trono, João Vladislau imediatamente enviou uma delegação a Basílio II, que chegou cinco dias depois da queda de Moglena. Em sua carta, o novo imperador búlgaro notificou Basílio que ele havia assassinado pessoalmente Gabriel Radomir, que havia tomado o poder na Bulgária e prometeu a Basílio obediência e humildade, um ato de submissão que tinha o apoio de alguns na nobreza búlgara. Depois de se consolidar no trono, porém, João declarou abertamente ser contra qualquer tipo de compromisso com os bizantinos e rapidamente começou a seguir política externa de seus predecessores, lutando contra a invasão bizantina. Basílio II logo compreendeu que a carta de João Vladislau era uma farsa e planejou sua retaliação, subornando o caucano Teodoro, que estava preso pelos bizantinos, para que ele assassinasse o imperador búlgaro. Teodoro, por sua vez, subornou um homem da confiança de João Vladislau, mas o assassino acabou matando o próprio Teodoro. Enquanto isso, Basílio II continuou sua marcha, forçando os búlgaros a recuarem para as montanhas da Albânia enquanto avançava em direção do coração do estado búlgaro. Os bizantinos tomaram a capital, Ócrida, e incendiaram os palácios imperiais. Porém, Basílio soube que João Vladislau estava cercando Dirráquio e que, mais para o sul, o general búlgaro Ibatzes havia derrotado um exército de retaguarda bizantino na batalha de Bitola. Com suas linhas de suprimentos cortadas, Basílio teve que recuar para Tessalônica deixando apenas uma pequena guarnição em Ócrida, que foi rapidamente dizimada pelos búlgaros. De volta à sua base em Mosinópolis, Basílio dividiu o exército bizantino para atacar simultaneamente as redondezas de Estrúmica e Sófia. Em janeiro de 1016, o imperador bizantino voltou para Constantinopla.

### Consolidação

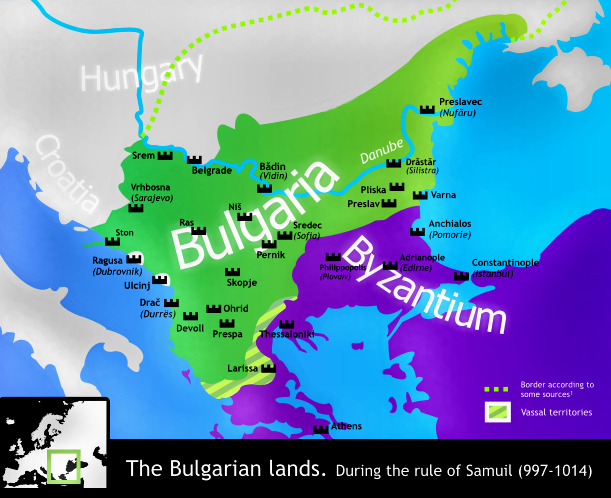
Mapa da Bulgária no início do reinado João Vladislau (c. 1014).

Neste ínterim, João Vladislau consolidou suas posições nas montanhas da Albânia e da Macedônia. Já em outubro de 1015 ele começou a reconstruir muitas das fortalezas destruídas durante a guerra, incluindo Bitola (como pode-se confirmar pela inscrição de Bitola). Em 1016, ele convidou seu vassalo, o príncipe João Vladimir de Dóclea, que era casado com uma parente de Gabriel Radomir, Cossara, para visitar sua corte. O imperador provavelmente pretendia prender o príncipe para assegurar o seu flanco ocidental. João estava determinado a atender o convite de João  Vladislau, mas Teodora não confiava no assassino de seu irmão e, temendo pela vida do marido, convenceu-o a não ir. João, porém, jurou não ameaçar a vida de João e enviou-lhe um cruz dourada como prova de sua boa vontade. O príncipe ainda hesitava, dizendo que Deus fora pregado numa cruz de madeira e não de ouro, mas João repetiu seu juramente e garantiu-lhe um salvo-conduto, juntando à sua uma promessa do patriarca Davi. Finalmente João Vladimir viajou para a corte do imperador em Prespa, mas, ao chegar em 22 de maio, foi imediatamente decapitado e o imperador se recusou a permitir que o corpo fosse sepultado. Somente depois que diversos eventos milagrosos relacionados ao cadáver do príncipe terem sido relatados é que João Vladislau permitiu que o corpo fosse devolvido a Cossara.
Na primavera de 1016, Basílio II liderou seus exércitos ao longo do vale do Estrimão e cercou a poderosa fortaleza de Pernik. A defesa era encabeçada pelo hábil comandante Cracra, que permaneceu leal à causa búlgara. Como todas as tentativas anteriores, o cerco de 88 dias fracassou, custando muitas baixas aos bizantinos, que foram forçados a se retirar para o sul para se reagruparem em Mosinópolis.

### Combates em 1017
Nos primeiros dias de 1017, o imperador bizantino renovou suas campanhas. Ele enviou Davi Arianita e Constantino Diógenes para uma campanha de saques ao longo do rio Vardar e capturou o castelo de Longos. Depois disso, ele marchou para o sul e cercou Castória. Perante as muralhas da cidade, Basílio II recebeu uma mensagem de Tzitzício, o estratego de Dorostolo (Silistra), informando que João Vladislau havia enviado Cracra para negociar uma aliança com os pechenegues e que eles estavam agora cruzando o Danúbio. O imperador bizantino imediatamente abandonou o cerco e correu para o norte, mas, nas proximidades do lago Ostrovo, soube que os pechenegues não estavam dispostos a arriscar uma guerra. Retornando para o sul, Basílio capturou Setina, onde Samuel tinha um palácio, e se apoderou de uma grande quantidade de provisões que estavam guardadas ali. João Vladislau, que monitorava de perto os movimentos bizantinos, emboscou as tropas de Constantino Diógenes, que teria morrido se Basílio não tivesse vindo salvá-lo. De acordo com João Escilitzes, o imperador atacou sozinho à frente de seu exército e, os búlgaros, quando o viram, gritaram "Corram, o imperador!" (em grego: Βεγεῖτε Τσαῖσαρ) e recuaram em pânico. Contentes com a vitória em Setina, os bizantinos foram primeiro para Edessa e de lá retornaram para Constantinopla.

### Morte

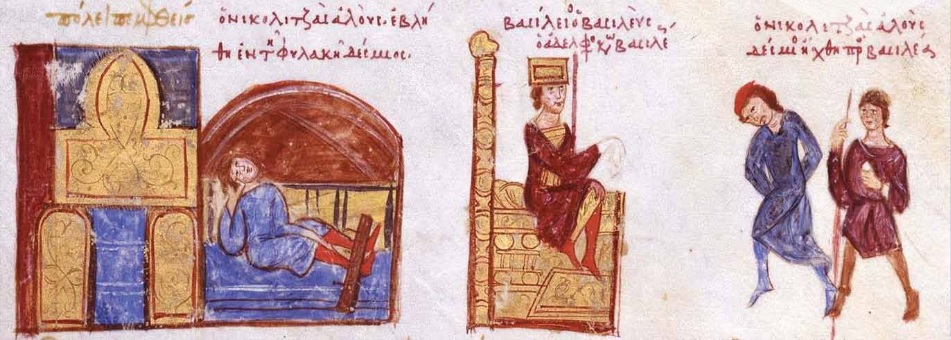
A captura de Niculitsa pelos bizantinos. A morte de João Vladislau foi um duro golpe para a resistência búlgara. Apenas uns poucos nobres continuaram a luta contra os bizantinos, como Ibatzes e Niculitsa.

No início de 1018, João Vladislau cercou Dirráquio novamente, mas acabou sendo morto em fevereiro nas muralhas da cidade. Os relatos sobre sua morte são contraditórios. De acordo com alguns, ele foi vítima de um complô e foi morto pelos seus criados; segundo outros, ele morreu em combate. As adições búlgaras à "Crônica" de João Escilitzes são mais detalhadas e contam que João Vladislau duelou a cavalo com o estratego de Dirráquio, o patrício Nicetas Pegonita. Durante o combate, dois soldados da infantaria bizantina que assistiam à luta correram até ele e o feriram mortalmente na barriga. Um historiador bizantino posterior alegou que o duelo foi justo e que Pegonita atingiu João no peito com sua lança, matando-o na hora. A Crônica do Padre de Dóclea relata uma história completamente diferente: enquanto comia no seu acampamento, o imperador foi atacado por um soldado desconhecido que o imperador parece ter reconhecido como sendo o já morto João Vladimir, que ele mandara assassinar. Aterrorizado, ele pediu ajuda, mas ninguém correu para protegê-lo e o soldado desconhecido o feriu mortalmente.
Sua morte marcou o final efetivo do Primeiro Império Búlgaro. Os filhos de João Vladislau eram jovens e inexperientes e mesmo o mais poderoso dos líderes búlgaros duvidava do sucesso de uma resistência naquela altura. Quando soube da morte do czar, Basílio deixou Constantinopla. Em Adrianópolis, ele recebeu o irmão de Cracra, que reconheceu a autoridade bizantina. Seu exemplo foi seguido pela grande maioria da nobreza búlgara, que juraram lealdade a Basílio II e rendendo-lhe suas fortalezas. Em Serres, Cracra, juntamente com os comandantes de 35 castelos, se encontrou com o imperador e se rendeu. Em Estrúmica, ele recebeu finalmente uma mensagem da imperatriz-mãe Maria com os termos de rendição da capital e da Bulgária. Basílio II recompensou generosamente os que se renderam, deixando-lhes em poder de suas terras, riquezas e títulos. Uma resistência de curta duração continuou sob o comando do filho mais velho de João Vladislau, Presiano II, e seus irmãos, mas ele também se rendeu no final de 1018.

## Legado

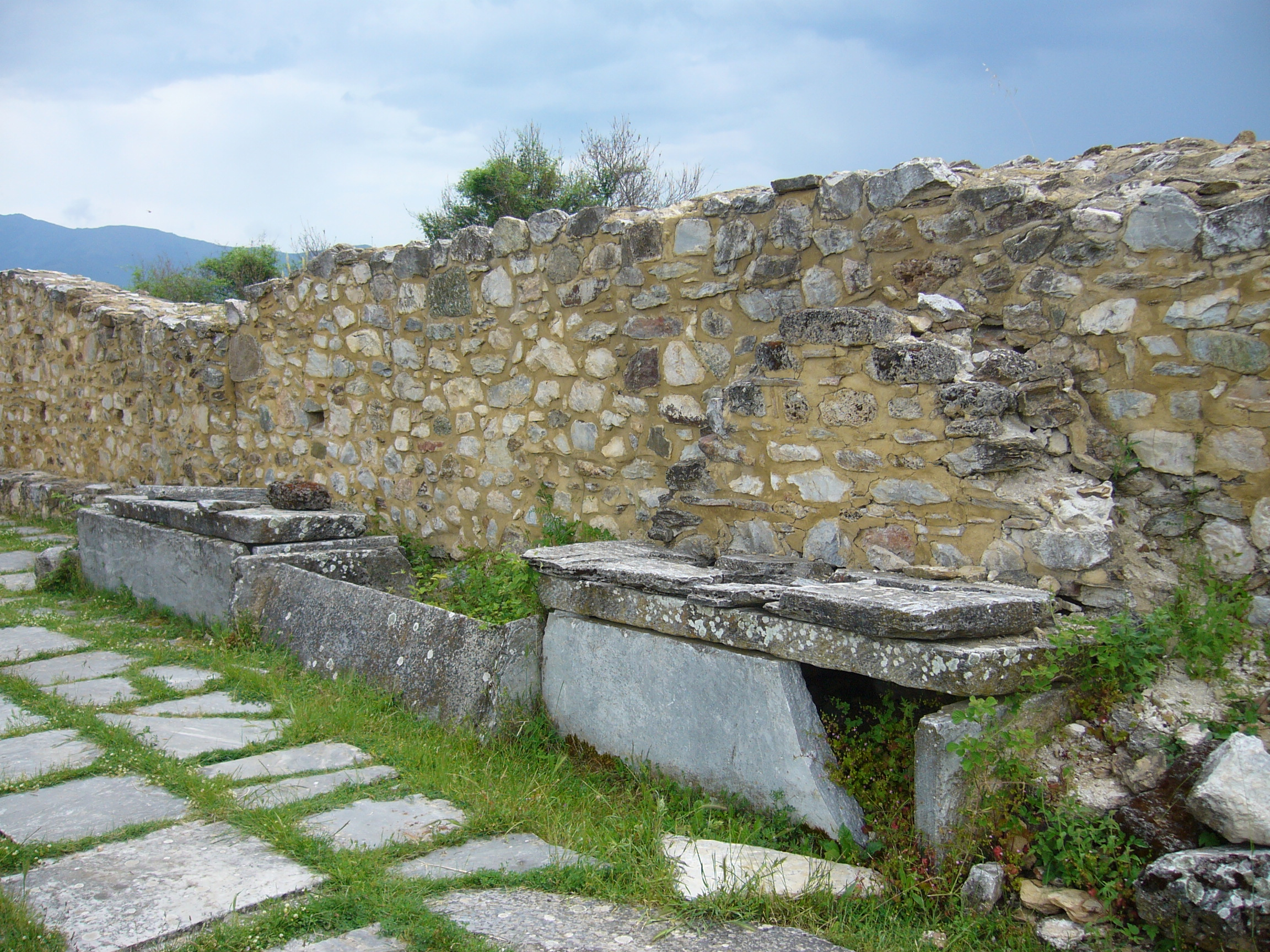
Os sarcófagos dos czares búlgaros Samuel, Gabriel Radomir e João Vladislau em São Aquiles, Grécia

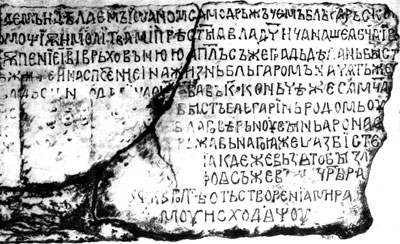
A Inscrição de Bitola

Escrevendo mais de cem anos depois da morte de João Vladislau, o historiador conhecido como "Padre de Dóclea", que escreveu sob uma perspectiva docleana, ultrajado pelo assassinato de João Vladimir, relatou que, quando o czar morreu, ele ficou "para sempre preso aos anjos de Satã". Muitos historiadores búlgaros modernos, incluindo Vasil Zlatarski, também criticaram o imperador, alegando que suas ações apressaram a queda da Bulgária e que, ao invés de reerguer o moral da nação, ele se tornou um assassino e também não conseguiu lidar com as intrigas e a corrupção na corte búlgara. Steven Runciman também é crítico, lembrando que quando assassinou Gabriel Radomir, provocou uma confusão geral na qual cada um dos nobres começou a cuidar de seus interesses pessoais, mas, mesmo assim, atribui-lhe um "considerável e implacável energia".
Jordan Andreev é mais favorável a João, notando que tinha suas razões para agir como agiu: tinha que se vingar do assassinato de sua família de acordo com as antigas crenças pagãs búlgaras, mas, mesmo assim, assassinou apenas Gabriel e sua esposa, poupando o resto da família. Ele teve também que lidar com João Vladimir que, além de marido de uma das filhas de Samuel - uma ameaça à sua posição - também havia tentado uma paz em separado com os bizantinos. De acordo com Andreev, a luta de João Vladislau para defender o estado búlgaro e sua morte heroica serviram para mitigar seus pecados. Ele cita um historiador bizantino[a] que alegou que, durante o reinado de João Vladislau, o estado bizantino "se abalou, pois aquele bárbaro, como Golias, resistiu aos romanos e eles estavam todos desesperados por aquele inimigo invencível". O historiador polonês Kazimierz Zakrzewski dedicou comentários simpáticos ao último governante do Primeiro Império, principalmente por que João conseguiu manter uma guerra de guerrilha até sua morte.

## Família
Com sua esposa, Maria, João Vladislau teve diversos filhos. Ela foi nomeada zoste patrícia por Basílio II e seus descendentes (a família bizantina Aarônio) passaram a servir o estado bizantino como parte da nobreza, aliando-se principalmente com os Comnenos. Alguns deles alcançaram posições proeminentes, incluindo Catarina, que se tornou imperatriz ao se casar com Isaac I Comneno. O segundo filho do casal, Alusiano participou da Revolta de Pedro Deliano contra os bizantinos, mas, no final, traiu a causa búlgara.